# Rezerwat przyrody Środkowy Surinam
Rezerwat przyrody Środkowy Surinam (niderl. Centraal Suriname natuurreservaat) – rezerwat przyrody położony w środkowej części dystryktu Sipaliwini, w Surinamie.
Rezerwat powstał, aby chronić przyrodę w środkowej części Surinamu oraz zlewisko rzeki Coppename. Ze względu na różnorodność gatunkową, w 2000 roku rezerwat został wpisany na listę światowego dziedzictwa UNESCO.
U podnóża góry Voltzberg znajduje się stacja badawcza.

## Historia
Rezerwat został założony w 1998 roku poprzez połączenie trzech innych rezerwatów przyrody: Raleighvallen, Eilerts de Haan oraz Tafelberg.  Las ma za zadanie ochronę przyrody w obrębie trzech nieistniejących już rezerwatów. Powierzchnię jaką zajmuje rezerwat stanowi około 10% powierzchni Surinamu i wynosi 1 600 000 ha (16000km²). Prawie 1 592 000 hektarów stanowi las pierwotny.

## Przyroda

### Siedlisko i roślinność

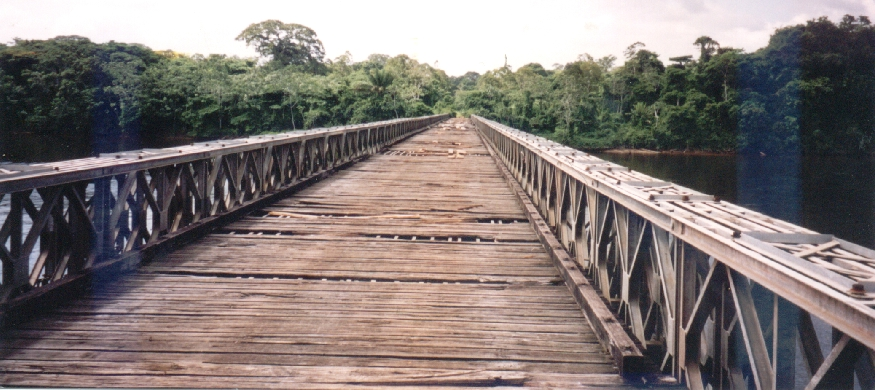
Most nad rzeką Coppename

Na terenie rezerwatu występuje duża różnorodność ekosystemów. Można tu znaleźć zarówno lasy deszczowe, jak i pasma górskie powyżej 1000 m n.p.m. Najwyższymi szczytami są: Julianatop mierzący 1280 m n.p.m., Tafelberg mierzący 1026 m n.p.m.. oraz Hendriktop mierzący 908 m n.p.m.. W rezerwacie zidentyfikowano ponad 5000 gatunków roślin. Najczęstszymi drzewami w lesie są palmy mierzące od 30 do 50 metrów wysokości. W runie leśnym rosną głównie paprocie oraz mchy. W rezerwacie znajduje się również kilka granitowych gór (np. Voltzberg, mierzący 245 metrów), które górują nad lasem.

### Fauna

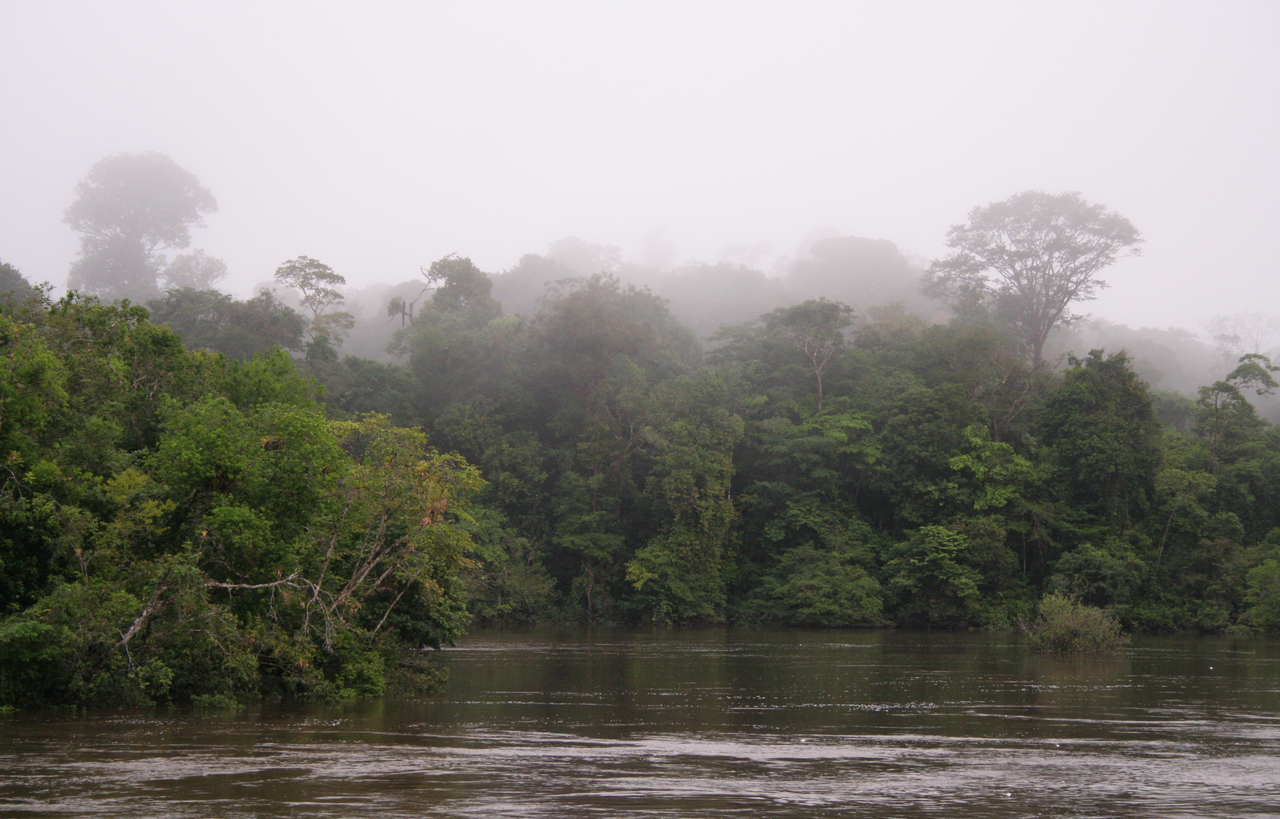
Poranna mgła w rezerwacie

Według danych rezerwat zamieszkują takie zwierzęta jak: jaguary, pancerniki tapiry oraz leniwce. Zidentyfikowano również osiem gatunków naczelnych. Las zamieszkuje około 400 gatunków ptaków, według danych w rezerwacie gniazdują takie ptaki jak: papugi (głównie ary), harpie czy gujański kogut skalny. Ze zwierząt wodnych można tutaj znaleźć wydrę rzeczną, zamieszkującą m.in. rzekę Coppename.